# پارامتریوم
پارامتریوم (انگلیسی: Parametrium) یا پَرازه‌لاد بافت همبند لگن خاصره و از بافت‌های پیرامون رحم است.
پرازه‌لاد ادامهٔ غشای زیرسروزی (به انگلیسی: Subserous Coat) بخش فوقانی گردن زهدان است که در بین لایه‌های متصل به اندام‌های مجاور و ضمائم زه‌لاد جای گرفته است.
سرخرگ زهدانی و رباط تخمدانی در پرازه‌لاد قرار گرفته‌اند.
پارا به معنی کنار و فراسو است و متریوم به معنی زهدان (رحم) است. فرهنگستان زبان فارسی برای پارامتریوم برابر پرازه‌لاد را قرار داده که از پیشوند فارسی پَرا به معنی کنار و فراسو و واژه زه به معنی زهدان و لاد به معنی دیواره تشکیل شده است.